# ヘラヴィーサ

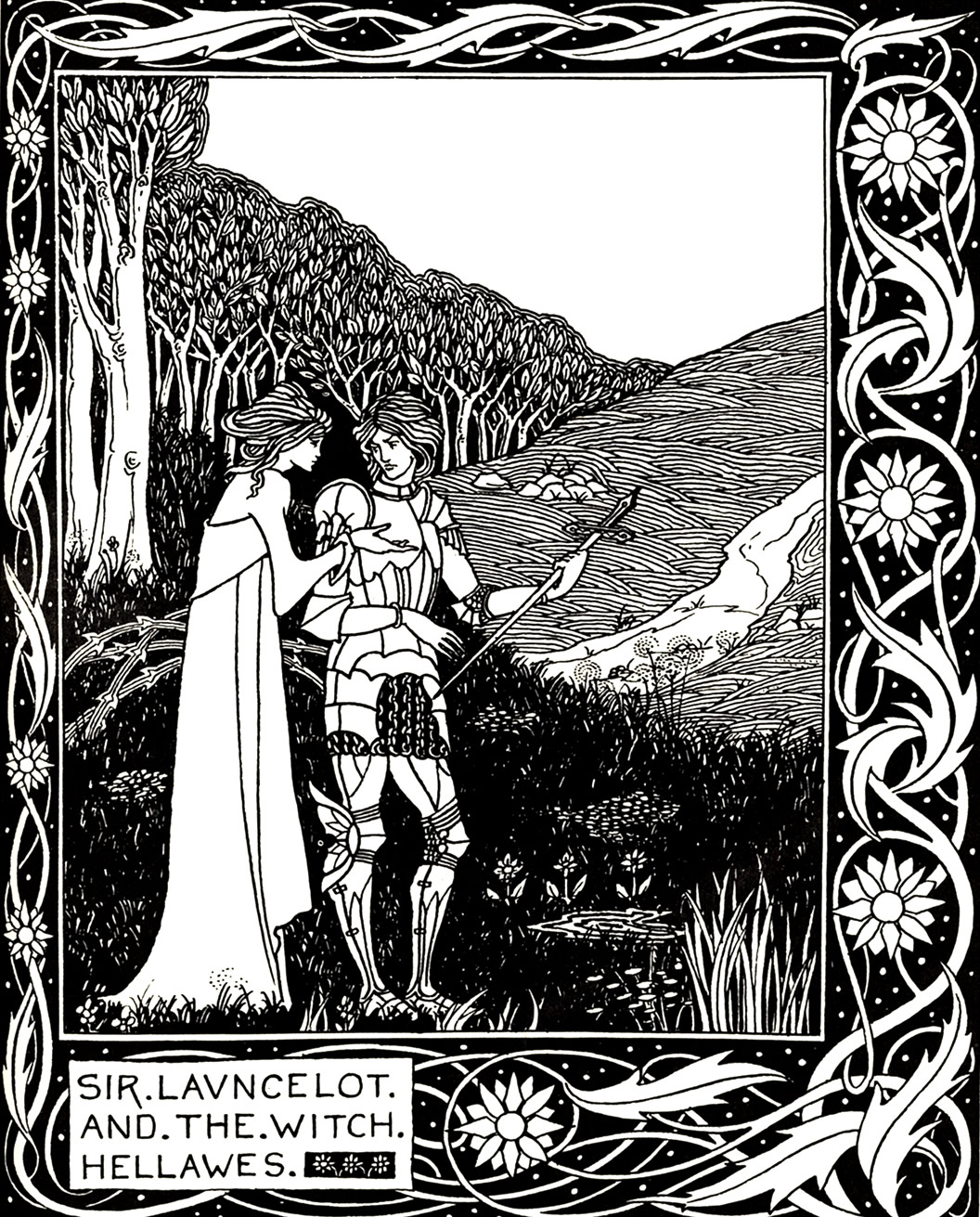
ランスロットとヘラヴィーサ

ヘラヴィーサ（英語: Hellawes）は、アーサー王物語に登場する魔女。初出はトマス・マロリーによって書かれた長編著作『アーサー王の死』。
ランスロットへの愛慕を示す。自分の愛を魔法を使ってとランスロットを誘惑しようとしたが、ランスロットはアーサー王の妻・グィネヴィアの恋を理由として拒絶される。ヘラヴィーサが終には絶望し自決。